# Associazione Calcio Prato 1998-1999
Questa pagina raccoglie le informazioni riguardanti l'Associazione Calcio Prato nelle competizioni ufficiali della stagione 1998-1999.

## Rosa
| N. |                    | Ruolo | Calciatore             |
| -- | ------------------ | ----- | ---------------------- |
|    | Italia (bandiera)  | A     | Giovanni Abate         |
|    | Francia (bandiera) | C     | Patrick Kamel Amrane   |
|    | Italia (bandiera)  | D     | Giuseppe Argentesi     |
|    | Italia (bandiera)  | C     | Simone Baronti         |
|    | Russia (bandiera)  | A     | Krassimir Bogdanov     |
|    | Italia (bandiera)  | P     | Alessandro Brunetti    |
|    | Italia (bandiera)  | C     | Francesco Campolattano |
|    | Italia (bandiera)  | D     | Federico Cavola        |
|    | Italia (bandiera)  | A     | Marco Cellini          |
|    | Italia (bandiera)  | C     | Oliviero Di Stefano    |
|    | Italia (bandiera)  | C     | Massimiliano Grego     |
|    | Italia (bandiera)  | D     | Ivanoe Lanzara         |
|    | Italia (bandiera)  | A     | Massimo Maccarone      |

| N. |                   | Ruolo | Calciatore                 |
| -- | ----------------- | ----- | -------------------------- |
|    | Italia (bandiera) | C     | Riccardo Magherini         |
|    | Italia (bandiera) | D     | Claudio Mascheretti        |
|    | Italia (bandiera) | C     | Cristian Mauro             |
|    | Italia (bandiera) | A     | Cosimo Nobile              |
|    | Italia (bandiera) | C     | Nicola Padoin              |
|    | Italia (bandiera) | D     | Marco Piccioni             |
|    | Italia (bandiera) | D     | Alessio Sarti              |
|    | Italia (bandiera) | C     | Nathan Schiavon            |
|    | Italia (bandiera) | A     | Dino Sicuranza             |
|    | Italia (bandiera) | P     | Paolo Toccafondi           |
|    | Italia (bandiera) | A     | Filippo Massimo Vallarella |
|    | Italia (bandiera) | D     | Daniano Vitiello           |
|    | Italia (bandiera) | A     | Manuel Viviani             |